# Efectul Iarkovski

Efectul Iarkovski:
1. Radiație de la suprafața asteroidului
2. Mișcare progradă a asteroidului în rotație
2.1 Locație cu "După-amiază"
3. Orbita asteroidului
4. Radiația de la Soare

Efectul Iarkovski este o forță care acționează asupra unui corp care se rotește în spațiu cauzată de emisia anizotropă a fotonilor termici, care crează un impuls. Aceasta este, de obicei luată în considerare în raport cu meteoriți mici sau asteroizi (aproximativ 10 x 20 cm la 10 x 20 m în diametru), la care această influență este cea mai semnificativă.

## Istoria descoperirii
Efectul a fost descoperit de către inginerul rus Ivan Osipovici Iarkovski (1844 - 1902), care s-a ocupat de probleme științifice în timpul liber. Scris într-un pamflet în jurul anului 1900, Iarkovski a remarcat faptul că încălzirea permanentă a unui obiect de rotație în spațiul cosmic ar putea duce la mari efecte pe termen lung în orbitele corpurilor cosmice mici, mai ales meteoriți sau mici asteroizi. Ideea lui Iarkovski ar fi fost uitată, dacă nu ar fi fost astronomul eston Ernst J. Öpik (1893 - 1985), care a citit pamfletul lui Iarkovski, cândva în jurul anului 1909. Decenii mai târziu, Öpik, amintindu-și de pamflet din memorie, a discutat despre posibila importanță a efectului Iarkovski asupra mișcării meteoriților în Sistemul Solar.

## Descriere
Efectul Iarkovski este o consecință a faptului că schimbările de temperatură ale unui obiect încălzit prin radiație (și, prin urmare, intensitatea radiației termice a obiectului) se situează în urma modificărilor în radiațiile primite. Fapt este că suprafața obiectului are nevoie de timp pentru a se încălzi atunci când este prima dată iluminat; și are nevoie de timp să se răcească atunci când iluminarea încetează. În general, există două componente ale efectului: 
- Efect diurn: Asupra unui corp care se rotește iluminat de Soare (de exemplu, un asteroid sau Pământul), suprafața este încălzită de radiația solară în timpul zilei, și se răcește noaptea. Datorită proprietăților termice de suprafață, există un decalaj între absorbția de radiații de la Soare, și emisiile acelorași radiații drept căldură, astfel încât cel mai cald punct de pe o rotație a corpului apare în jurul valorii de "2 PM" pe suprafață, sau puțin după amiază. Aceasta rezultă într-o diferență între direcțiile de absorbție și de re-emisie de radiații, care produce o forță netă de-a lungul direcției de mișcare a orbitei. Dacă obiectul este un rotator prograd, forța este în direcția de mișcare a orbitei, și provoacă semi-axa majoră a orbitei să crească în mod constant spiralele obiectului departe de Soare. Un rotator retrograd face spirale spre interior. Efectul diurn este componenta dominantă pentru corpurile cu diametrul mai mare de 100 m.[2]
- Efect de sezon: Acest lucru este mai ușor de înțeles pentru cazul ideal al unui corp non-rotativ care orbitează în jurul Soarelui, pentru care fiecare "an" este format din exact o "zi". În timp ce călătorește pe orbita sa, emisfera "amurgului" care a fost încălzită cu mult timp înainte este invariabil în direcția de mișcare orbitală. Excesul de radiații termice în această direcție determină o forță de frânare care provoacă întotdeauna o spirală spre interior, spre Soare. În practică, pentru corpurile de rotație, acest efect sezonier crește cu înclinarea axei. El domină numai dacă efectul diurn este destul de mic. Aceasta se poate întâmpla din cauza rotației foarte rapide (nu este timp să se răcească pe partea de noapte, prin urmare, există o distribuție longitudinală aproape uniformă a temperaturii), de dimensiuni mici (întregul corp este încălzit de-a lungul) sau o înclinare axială aproape de 90°. Efectul sezonier este mai important pentru mici fragmente de asteroizi (de la câțiva metri până la aproximativ 100 m), cu condiția ca suprafețele lor să nu fie acoperite de un strat de regolit, iar rotațiile să nu fie extrem de lente. În plus, pe perioade îndelungate de timp în care axa de rotație a  corpului se poate schimba în mod repetat din cauza coliziunilor (și, prin urmare, de asemenea, direcția schimbărilor efectului diurn), efectul sezonier va avea, de asemenea, tendința de a domina.

În general, efectul este dependent de dimensiune, și va afecta axa semi-majoră a asteroizilor mai mici, în timp ce lasă practic neafectați asteroizi de mari dimensiuni. Pentru asteroizi de ordinul kilometrilor, efectul Iarkovski este infim pe perioade scurte: forța de pe asteroidul 6489 Golevka a fost estimată la aproximativ 0,25 newtoni, pentru un net de accelerare de 10−10 m/s2. Dar este constantă; de-a lungul a milioane de ani orbita unui asteroid poate fi îndeajuns de perturbată încât să-l transporte din centura de asteroizi în Sistemului Solar interior.
Detaliile de mai sus pot deveni mai complicate pentru corpurile cu orbite puternic excentrice.